# شاه‌توت‌کوبان
شاه‌توت‌کوبان (نام علمی: Melanocharitidae) نام یک تیره از راسته گنجشک‌سانان است.

## گونه‌ها
- شاه‌توت‌کوب Melanocharis, Sclater, 1858</small.>
  - شاه‌توت‌کوب تیره, Melanocharis arfakiana 
  - شاه‌توت‌کوب سیاه, Melanocharis nigra
  - شاه‌توت‌کوب میان‌کوه, Melanocharis longicauda 
  - شاه‌توت‌کوب دم‌بادبزنی, Melanocharis versteri 
  - شاه‌توت‌کوب نواری, Melanocharis striativentris
- شاه‌توت‌کوب‌های خالدار Rhamphocharis, Salvadori, 1876
  - شاه‌توت‌کوب خالدار, Rhamphocharis crassirostris
- نوک‌درازها Toxorhamphus, Stresemann, 1914</small.>
  - نوک‌دراز شکم‌زرد, Toxorhamphus novaeguineae
  - نوک‌دراز سرکبود, Toxorhamphus poliopterus
- نوک‌درازهای کوچک Oedistoma, Salvadori, 1876
  - نوک‌دراز کوتوله, Oedistoma iliolophus
  - نوک‌دراز کم‌رشد, Oedistoma pygmaeum